# Kurtna (Saku)
Koordinaten: 59° 14′ N, 24° 45′ O
Kurtna ist ein Dorf (estnisch küla) in der estnischen Landgemeinde Saku im Kreis Harju. Es hat 317 Einwohner (Stand 1. Januar 2007).
Der Ort wurde erstmals 1350 als Kurtena urkundlich erwähnt.
Bekannt in Kurtna sind heute der Vergnügungspark Vembu-tembumaa sowie das Motorradmuseum mit seinen über dreißig Exponaten aus Deutschland, den USA, Russland und England.
In den 1960er Jahren wurde in Kurtna eine große Versuchsstation für Geflügelzucht errichtet. Das von der estnischen Architektin Valve Pormeister, einer der Hauptvertreterinnen der organischen Architektur in der Sowjetunion, entworfene Hauptgebäude erhielt 1967 den Staatspreis der Estnischen SSR. Das sich in die Natur einfügende funktionalistische Haus im Stil des nordischen Modernismus erinnert an Bauten von Alvar Aalto.